# 동프로이센
동프로이센(독일어: Ostpreußen 오스트프로이센[*]  [ˈɔstˌpʁɔʏsən]  듣기 (도움말·정보), 리투아니아어: Rytų Prūsija 리투 프루시아, 폴란드어: Prusy Wschodnie 프루시 브스호드니에[*], 러시아어: Восточная Пруссия 보스토치나야 프루시야[*])은 프로이센의 북동부에 있었던 주이다. 주도는 쾨니히스베르크였으며, 인구는 1905년 당시 202만 명, 면적은 제2차 세계 대전 직전에 37,047 km2였다. 중세에는 튜턴 기사단령이었으며 이후 프로이센 공국, 프로이센 왕국의 영토가 되었다. 18세기 폴란드 분할으로 독일 본토와 합쳐졌으나 1차 대전에서 독일 제국이 패배하여 폴란드가 부활하면서 다시 월경지가 되었다. 2차 대전 이후에는 폴란드와 러시아에게 할양되어 없어졌다.

독일 제국 프로이센 왕국 소속 오스트프로이센

색이 없는 부분 - 전간기의 프로이센 자유주 소속 오스트프로이센
분홍 줄무늬 - 단치히 자유시
연두 줄무늬 - 클라이페다 지역

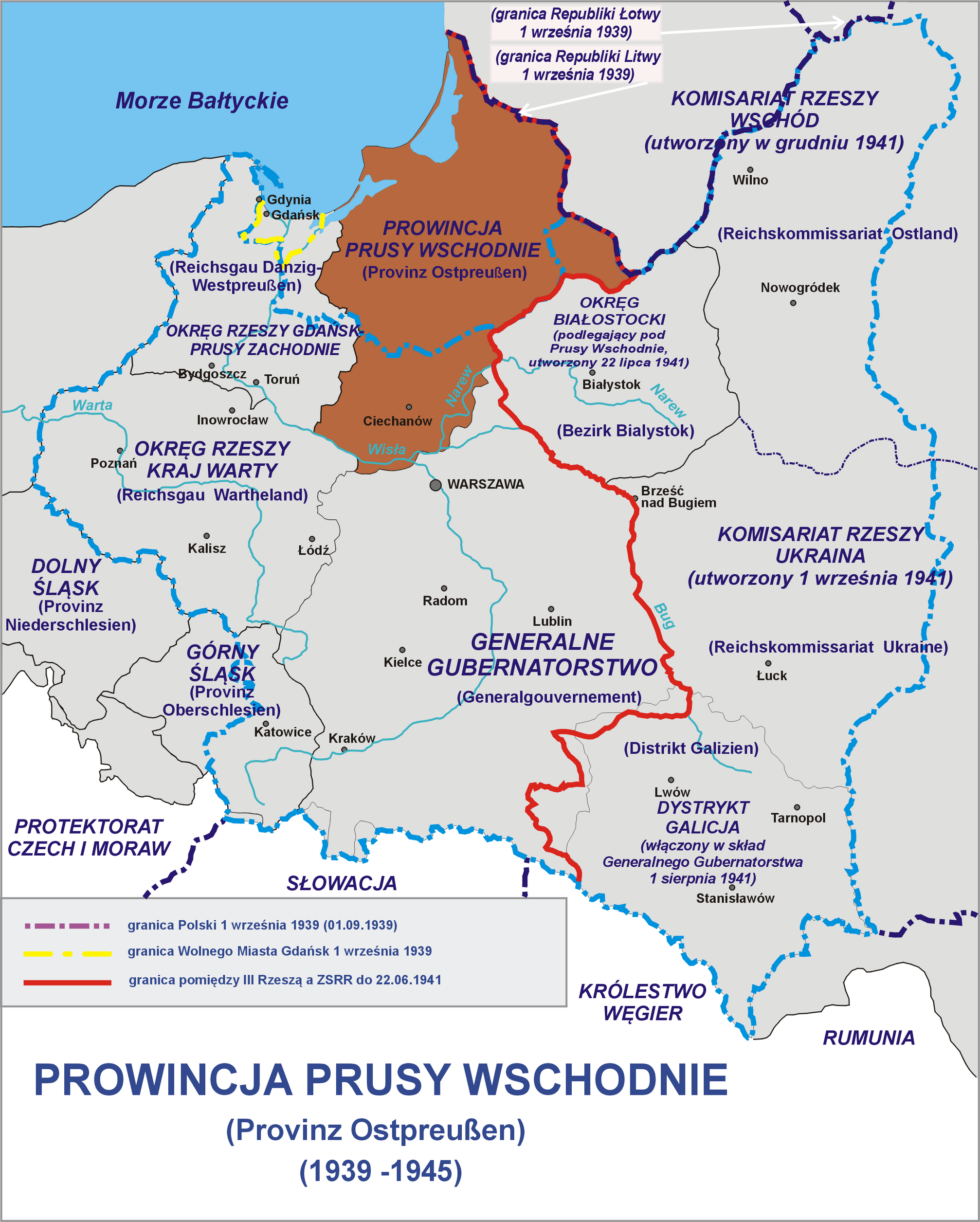
갈색 - 제2차 세계 대전 동안의 오스트프로이센

## 역사
오스트프로이센을 통치한 나라
- 1772–1871 프로이센 왕국
- 1871–1918 독일 제국
- 1919–1933 바이마르 공화국
- 1933–1945 나치 독일

원래 이 지역에는 발트인의 한 갈래인 프로이센인이 살고 있었다. 튜턴 기사단이 프로이센인을 몰아내고 프로이센 공국이 건국되었고 1701년부터 프로이센 왕국에 속했었고, 오스트프로이센 주가 된 것은 1773년이다. 1829년부터 1878년까지는 이웃 베스트프로이센(서프로이센)과 합쳐져, 프로이센 주를 이루었다.
제1차 세계 대전 이후, 베르사유 조약에 의해 서프로이센 지역이 폴란드 회랑으로 되어 폴란드 제2공화국의 영토가 됨에 따라, 오스트프로이센은 독일 본토와 분리된 월경지가 되었다. 또한 동프로이센의 영역도 약간의 변화가 있었는데, 북부의 메멜란트 지역이 1923년에 리투아니아에게 강제 점령되어 제외된 대신, 전쟁 전 베스트프로이센(Westpreußen)에 속했던 마리엔베르더, 엘빙 등의 지역이 오스트프로이센에 속하게 되어 서프로이센 관구(管區)를 이루었다. 한편 오스트프로이센과 베스트프로이센에는 폴란드-리투아니아 연방 시절 가톨릭의 박해를 피해 이주해온 개신교를 믿는 폴란드 사람들(Mazurzy)이 많이 살았는데 국제 연맹은 오스트프로이센, 베스트프로이센에서 폴란드인들이 많이 사는 지역들을 폴란드 제2공화국으로 귀속시킬 지 여부에 대해 주민 투표를 벌였다. 그 결과 주민 대부분이 독일에 남는 것을 선택하였다. 나치 독일의 아돌프 히틀러 총통은 리투아니아가 1923년에 행한 메밀란트 점령은 독일을 무시한 불법으로 간주하고 리투아니아에 최후 통첩을 보내어 메멜란트를 반환받았다.
독일의 제2차 세계 대전 패전으로 1945년에 북부는 소비에트 연방의 영토가 되었으며(소비에트 연방 러시아 SFSR 칼리닌그라드주), 남부는 폴란드의 영토가 되었다. 이에 따라 본래 동프로이센에 살고 있던 독일인 주민은 대부분 추방당하였다. 한편 메멜란트도 소비에트 연방 리투아니아 소비에트 사회주의 공화국에 귀속되었다.
제2차 세계 대전 이후 유적이 많이 파괴되었으나 소련과 폴란드 인민 공화국에서 어느정도 복구를 하였다.

## 주민
바이마르 공화국 당시, 종교상으로는 83.8%의 주민이 신교, 15%가 가톨릭, 0.5%가 유대교를 믿었다.

## 행정구역
1939년 기준.
| 관구                | 소재지         | 면적(km2) | 시 | 군 |
| ------------------- | -------------- | --------- | -- | -- |
| 쾨니히스베르크 관구 | 쾨니히스베르크 | 13,147    | 1  | 13 |
| 굼빈넨 관구         | 굼빈넨         | 9,397     | 2  | 10 |
| 알렌슈타인 관구     | 알렌슈타인     | 11,547    | 1  | 9  |
| 서프로이센 관구     | 마리엔베르더   | 2,956     | 1  | 5  |

### 쾨니히스베르크 관구
| 시군                                           | 문장 | 소재지                 | 비고                                                                                    |
| ---------------------------------------------- | ---- | ---------------------- | --------------------------------------------------------------------------------------- |
| 쾨니히스베르크 시 Königsberg (Stadt)           |      |                        | 주도(州都)이자 관구청 소재지                                                            |
| 잠란트 군 Landkreis Samland                    |      | 피쉬하우젠 Fischhausen | 필라우(Pillau), 크란츠(Cranz), 노이쿠렌(Neukuhren), 라우셴(Rauschen) 등의 소읍이 있었음 |
| 라비아우 군 Kreis Labiau                       |      | 라비아우               |                                                                                         |
| 벨라우 군 Kreis Wehlau                         |      | 벨라우                 |                                                                                         |
| 하일리겐바일 군 Kreis Heiligenbeil             |      | 하일리겐바일           |                                                                                         |
| 프로이시쉬 아일라우 군 Kreis Preußisch Eylau   |      | 프로이시쉬 아일라우    |                                                                                         |
| 바르텐슈타인 군 Landkreis Bartenstein (Ostpr.) |      | 바르텐슈타인           | 1927년까지는 프리틀란트 군(Kreis Friedland)                                             |
| 게르다우엔 군 Kreis Gerdauen                   |      | 게르다우엔             |                                                                                         |
| 라스텐부르크 군 Kreis Rastenburg               |      | 라스텐부르크           | 괴를리츠 마을에 히틀러의 본부인 볼프샨체Wolfsschanze가 있었음                           |
| 하일스베르크 군 Kreis Heilsberg                |      | 하일스베르크           |                                                                                         |
| 브라운스베르크 군 Kreis Braunsberg             |      | 브라운스베르크         |                                                                                         |
| 프로이시쉬 홀란트 군 Kreis Preußisch Holland   |      | 프로이시쉬 홀란트      |                                                                                         |
| 모룽겐 군 Kreis Mohrungen                      |      | 모룽겐                 |                                                                                         |

### 굼빈넨 관구

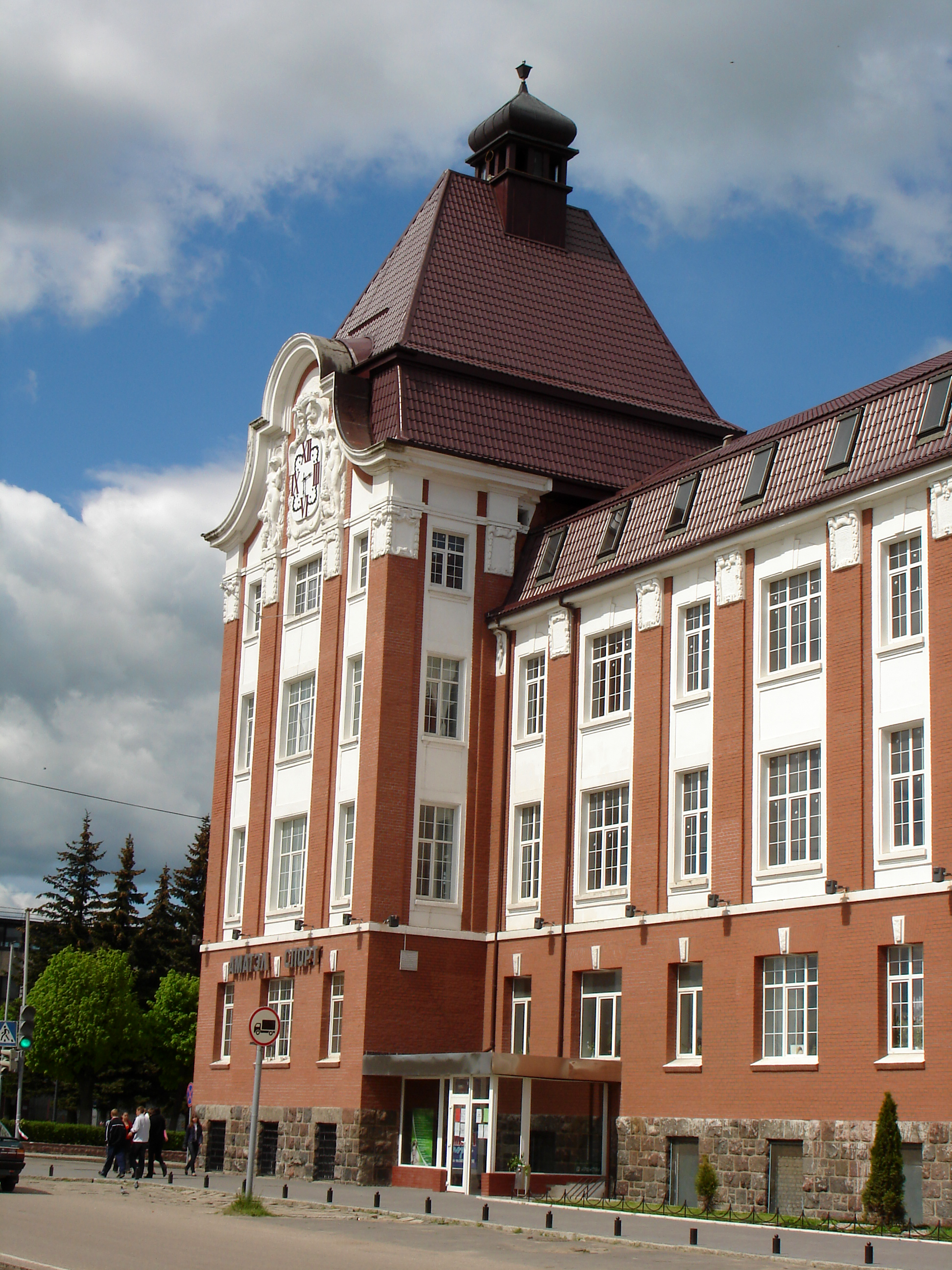
칼리닌그라드주 구세프에 남아있는 옛 굼빈넨 관구청 건물

| 시군                                       | 문장 | 소재지                        | 비고                                                                                           |
| ------------------------------------------ | ---- | ----------------------------- | ---------------------------------------------------------------------------------------------- |
| 굼빈넨 군 Kreis Gumbinnen                  |      | 굼빈넨                        | 굼빈넨이 관구청 소재지.                                                                        |
| 인스터부르크 시 Insterburg (Stadt)         |      |                               | 1902년에 인스터부르크 군에서 분리, 시 승격                                                     |
| 인스터부르크 군 Landkreis Tilsit           |      | 인스터부르크 시               |                                                                                                |
| 틸지트 시 Stadt Tilsit                     |      |                               | 1896년 틸지트 군에서 분리, 시 승격                                                             |
| 틸지트-라그니트 군 Landkreis Tilsit-Ragnit |      | 라그니트 Ragnit               | 1922년 틸지트 군과 라그니트 군이 합병되어 성립                                                 |
| 아이니히더룽 군 Landkreis Elchniederung    |      | 하인리히스발데 Heinrichswalde | 1938년까지는 니더룽 군                                                                         |
| 필칼렌 군 Kreis Pillkallen                 |      | 필칼렌                        | 1938~45년 사이에는 슐로스베르크(군). 시르빈트(Schirwindt)는 1945년까지 독일 최동단 마을이었음. |
| 에벤로데 군 Landkreis Ebenrode             |      | 에벤로데                      | 1938년까지는 스탈루푀넨(Stallupönen).                                                          |
| 안게라프 군 Landkreis Angerapp             |      | 안게라프                      | 1938년까지는 다르케멘(Darkehmen).                                                              |
| 안게르부르크 군 Kreis Angerburg            |      | 안게르부르크                  |                                                                                                |
| 골다프 군 Kreis Goldap                     |      | 골다프                        | 로민터 숲(Rominter Heide)이 위치함.                                                            |
| 올레츠코 군 Kreis Oletzko                  |      | 올레츠코                      | 1939~45년 사이 트로이베르크(Treuburg).                                                         |

### 알렌슈타인 관구
| 시군                                 | 문장 | 소재지                      | 비고                                                  |
| ------------------------------------ | ---- | --------------------------- | ----------------------------------------------------- |
| 알렌슈타인 시 Allenstein (Stadt)     |      | 알렌슈타인                  | 관구청 소재지. 1910년 알렌슈타인 군에서 분리, 시 승격 |
| 알렌슈타인 군 Landkreis Allenstein   |      | 알렌슈타인 시               |                                                       |
| 오스터로데 군 Kreis Osterode         |      | 오스터로데                  |                                                       |
| 나이덴부르크 군 Kreis Neidenburg     |      | 나이덴부르크                |                                                       |
| 뢰셀 군 Kreis Rößel                  |      | 비쇼프스부르크 Bischofsburg |                                                       |
| 오르텔스부르크 군 Kreis Ortelsburg   |      | 오르텔스부르크              |                                                       |
| 젠스부르크 군 Kreis Sensburg         |      | 젠스부르크                  |                                                       |
| 뢰첸 군 Kreis Lötzen                 |      | 뢰첸                        |                                                       |
| 요하니스부르크 군 Kreis Johannisburg |      | 요하니스부르크              |                                                       |
| 리크 군 Kreis Lyck                   |      | 리크                        |                                                       |

### 서프로이센 관구

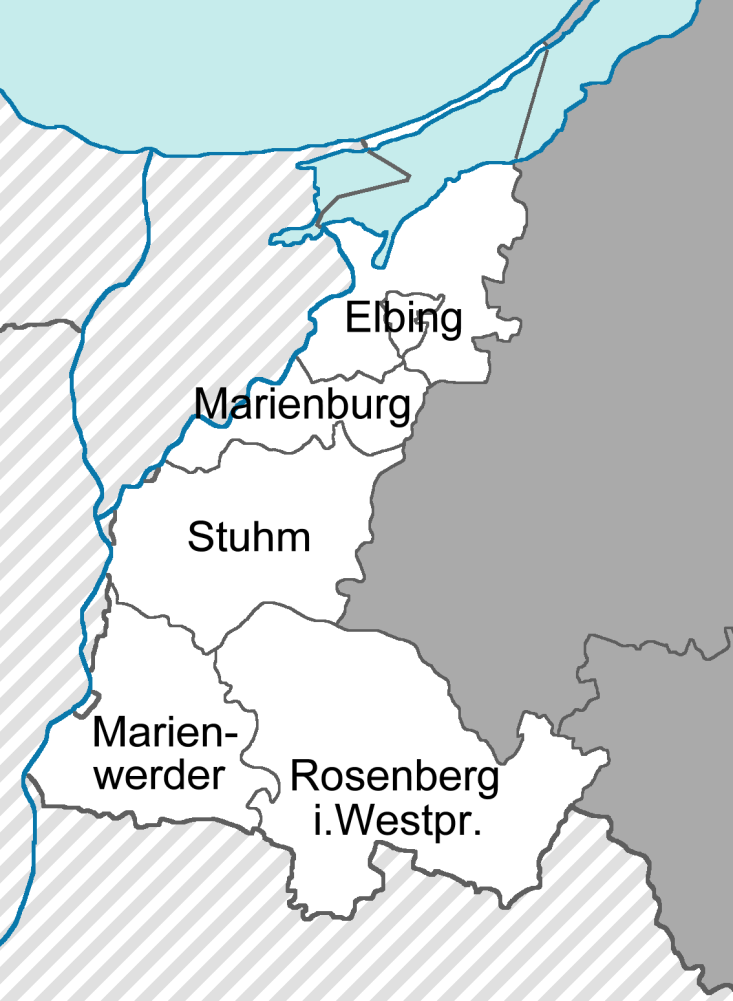
서프로이센 관구 지도

면적 2927.21 km2, 인구 301,808명 (1939년 5월 17일 당시)
| 시군                                           | 문장 | 소재지       | 면적    | 인구 (1939년) | 비고                                                |
| ---------------------------------------------- | ---- | ------------ | ------- | ------------- | --------------------------------------------------- |
| 마리엔베르더 군 Kreis Marienwerder             |      | 마리엔베르더 | 525.57  | 44,813        | 마리엔베르더가 관구청 소재지.                       |
| 엘빙 시 Elbing (Stadt)                         |      |              | 30.75   | 85,952        | 1874년 엘빙 군에서 분리, 시 승격                    |
| 엘빙 군 Landkreis Elbing                       |      | 엘빙 시      | 483.59  | 28,149        |                                                     |
| 마리엔부르크 군 Landkreis Marienburg (Westpr.) |      | 마리엔부르크 | 225.67  | 39,073        | 13세기 튜튼 기사단이 건설한 마리엔부르크 성이 있음. |
| 슈툼 군 Kreis Stuhm                            |      | 슈툼         | 622.96  | 40,453        |                                                     |
| 로젠베르크 군 Landkreis Rosenberg (Westpr.)    |      | 로젠베르크   | 1038.67 | 63,368        |                                                     |

## 주가(州歌)
〈어두운 숲과 수정같은 호수의 땅(Land der dunklen Wälder und kristall’nen Seen)〉은 헤르베르트 브루스트(Herbert Brust, 1900–1968)가 작곡하고 에리히 하니히호퍼(Erich Hannighofer, 1908–1945)가 작사했다.
Land der dunklen Wälder
Und kristallnen Seen,
Über weite Felder
Lichte Wunder gehn.
Starke Bauern schreiten
Hinter Pferd und Pflug;
Über Ackerbreiten
Streicht der Vogelzug.
Und die Meere rauschen
Den Choral der Zeit.
Elche stehn und lauschen
In die Ewigkeit.

## 같이 보기
- 칼리닌그라드주